# Jeff Timmons

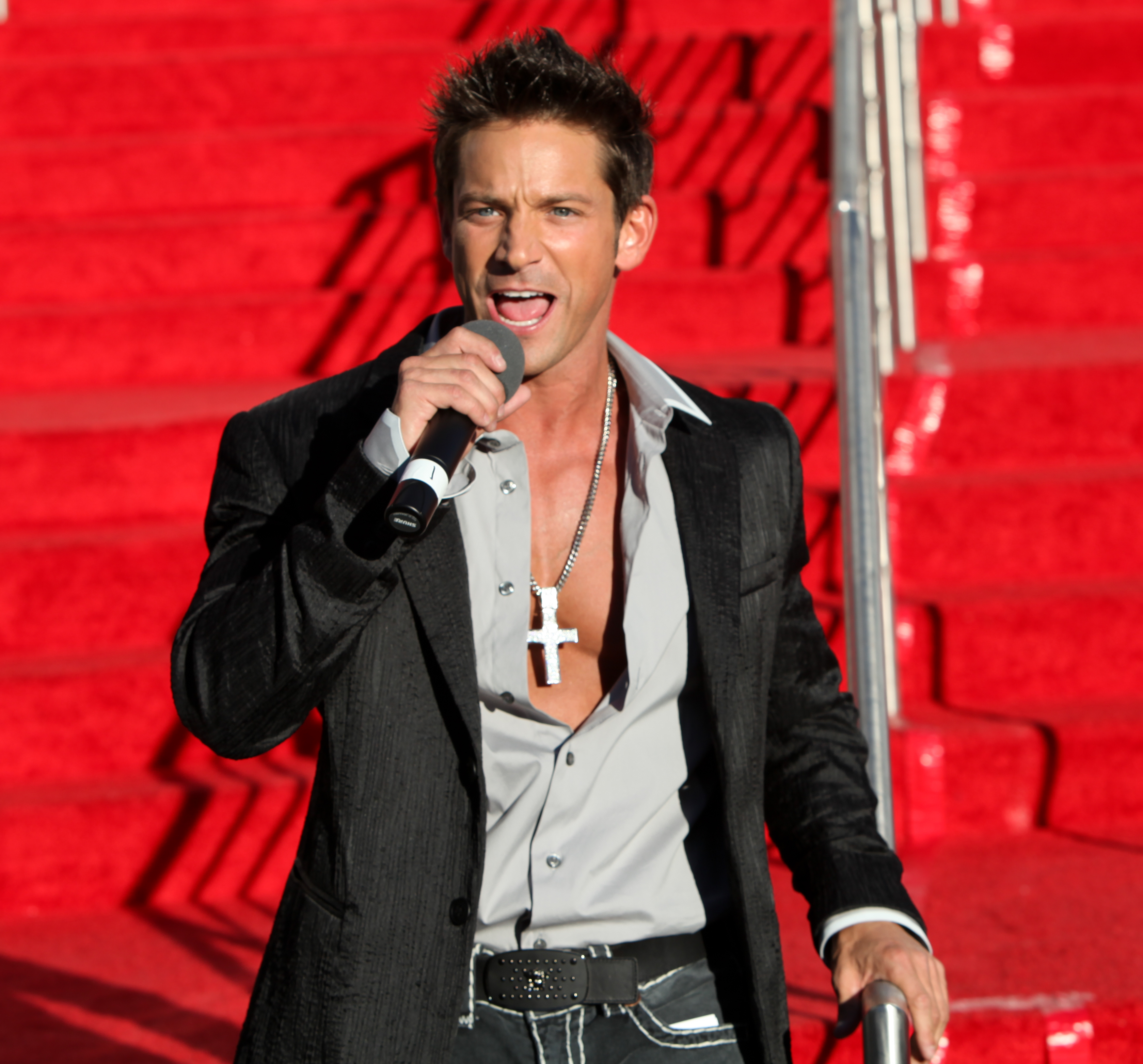
Jeff Timmons (2011)

Jeffrey „Jeff“ Brandon Timmons (* 30. April 1973 in Canton, Stark County, Ohio) ist ein US-amerikanischer Sänger der Boygroup 98 Degrees sowie Schauspieler.

## Leben
Timmons wurde am 30. April 1973 als Sohn von Patricia und James Timmons in Canton geboren. Er hat einen Bruder und eine Schwester. Er besuchte die Massillon Washington High School in Massillon und später das Malone College in seiner Geburtsstadt, wo er für ein Jahr im dortigen Fußballteam spielte. Er lernte seine Frau Amanda Timmons kennen, als er für Jordan Knights Band New Kids on the Block als Moderator fungierte. 2011 heiratete das Paar. Timmons ist Vater zweier Kinder aus erster Ehe mit Trisha Sperry.
Während seines Psychologiestudiums an der Kent State University beschloss Timmons, nach Los Angeles zu ziehen, um eine Karriere in der Unterhaltungsbranche zu verfolgen. Nach anfänglichen Gedanken, sich als Schauspieler einen Namen zu machen, gründete er schließlich mit Nick Lachey, dessen Bruder Drew und Justin Jeffre die Gruppe 98 Degrees. 1997 erschien das erste Studioalbum 98°. Im Folgejahr wurde 98° and Rising veröffentlicht. 2000 folgte schließlich Revelation. Das Jahr 2004 nutzte Timmons, um sein Solo-Album Whisper That Way zu veröffentlichen. 2013 erschien das vierte Studioalbum 2.0.
2016 spielte er im Mockbuster-Western Dead 7 – Sie sind schneller als der Tod die größere Rolle des Helden Billy. 2021 war er in einer Episode der Fernsehserie Welcome to Hope und in dem Film Baking Up Love als Schauspieler zu sehen. Daneben fungierte er auch als Produzent.

## Diskografie (Auswahl)
Studioalbum
- 2004: Whisper That Way

als Teil von 98 Degrees:
Studioalben
- 1997: 98°
- 1998: 98° and Rising
- 2000: Revelation
- 2013: 2.0
- 2017: Let It Snow

## Filmografie (Auswahl)

### Schauspiel
- 2016: Dead 7 – Sie sind schneller als der Tod (Dead 7)
- 2021: Welcome to Hope (Fernsehserie, Episode 1x08)
- 2021: Baking Up Love

### Produktion
- 2014: Men of the Strip (Fernsehspezial)
- 2016: Droned (Fernsehserie)
- 2021: Baking Up Love